# Maddie Corman
Maddie Corman (Nueva York, 15 de agosto de 1970) es una actriz estadounidense, reconocida por aparecer en películas como Deslices de juventud, Some Kind of Wonderful, The Adventures of Ford Fairlane y A Beautiful Day in the Neighborhood.

## Filmografía

### Cine
| Año  | Título                              | Papel                        | Notas |
| ---- | ----------------------------------- | ---------------------------- | ----- |
| 1985 | Deslices de juventud                | Polly Franklin               |       |
| 1987 | Some Kind of Wonderful              | Laura Nelson                 |       |
| 1990 | The Adventures of Ford Fairlane     | Zuzu Petals                  |       |
| 1992 | My New Gun                          | Myra                         |       |
| 1994 | PCU                                 |                              |       |
| 1996 | Mr. Wrong                           | Missy                        |       |
| 1996 | Swingers                            |                              |       |
| 1996 | Boys                                | Liz Curry                    |       |
| 1997 | I Think I Do                        | Beth                         |       |
| 1999 | Mickey Blue Eyes                    | Carol                        |       |
| 2002 | Maid in Manhattan                   | Leezette                     |       |
| 2006 | The Treatment                       | Patty McPherson              |       |
| 2006 | Ira & Abby                          | Lea                          |       |
| 2006 | Artie Lange's Beer League           | Marilyn                      |       |
| 2007 | The Savages                         | Annie                        |       |
| 2008 | Phoebe in Wonderland                | Conejo blanco                |       |
| 2009 | Adam                                | Robin                        |       |
| 2011 | Peace, Love & Misunderstanding      | Carole                       |       |
| 2011 | A Novel Romance                     | Alexandra Dumar              |       |
| 2012 | What Maisie Knew                    | Sra. Fairchild-Tetenbaum     |       |
| 2013 | Begin Again                         | Phillis                      |       |
| 2014 | Lullaby                             | Beth                         |       |
| 2015 | Naomi and Ely's No Kiss List        | Ginny                        |       |
| 2016 | Tallulah                            | Vera                         |       |
| 2017 | Wonder Wheel                        | Psiquiatra                   |       |
| 2018 | Private Life                        | Liz                          |       |
| 2018 | Write When You Get Work             | Toni Peterkin                |       |
| 2019 | A Beautiful Day in the Neighborhood | Betty Aberlin / Lady Aberlin |       |

### Televisión
| Año     | Título                            | Papel               | Notas            |
| ------- | --------------------------------- | ------------------- | ---------------- |
| 1985    | ABC Afterschool Special           | Mary Sanders        | 1 episodio       |
| 1987–88 | Mr. President                     | Cynthia Tresch      | Papel principal  |
| 1988    | Kate & Allie                      | Haven Claven        | 2 episodios      |
| 1990    | Extreme Close-Up                  | Janine              | Telefilme        |
| 1991    | Mathnet                           | Babs Bengal         | 1 episodio       |
| 1991    | Square One Television             | Babs Bengal         | Papel recurrente |
| 1993    | Silk Stalkings                    | Christie            | 1 episodio       |
| 1993    | Tracey Ullman Takes on New York   | Sheila Rosenthal    | Telefilme        |
| 1993    | Frasier                           | Gail                | 1 episodio       |
| 1994    | Diagnosis: Murder                 | Charlene Baylor     | 1 episodio       |
| 1994–95 | All-American Girl                 | Ruthie Latham       | Papel recurrente |
| 1996    | Pacific Blue                      | Mary Lou            | 1 episodio       |
| 1998    | Tracey Takes On...                | Sheila Rosenthal    | 1 episodio       |
| 1998    | House Rules                       | Connie              | 1 episodio       |
| 1999    | Law & Order                       | Melissa Slater      | 1 episodio       |
| 2001    | Jenifer                           | Julianne Hoffenberg | Telefilme        |
| 2002    | Law & Order: Criminal Intent      | Marjorie Whilden    | 1 episodio       |
| 2003    | Queens Supreme                    | Helen Katz          | 1 episodio       |
| 2003    | Law & Order                       | Andee Mae Haley     | 1 episodio       |
| 2005    | Law & Order                       | Elaine Bowman       | 1 episodio       |
| 2009    | Law & Order: Special Victims Unit | Terri Dunne         | 1 episodio       |
| 2009    | Last of the Ninth                 | Lois Dobrowski      | Telefilme        |
| 2010    | Damages                           | Janine Thurber      | 1 episodio       |
| 2011    | Eden                              | Sarah               | 1 episodio       |
| 2012    | Smash                             | Rene Walters        | 2 episodios      |
| 2013    | The Good Wife                     | Leslie Munn         | 1 episodio       |
| 2013    | Trooper                           | Ilene Katz-Klausner | Telefilme        |
| 2014    | The Carrie Diaries                | Sra. Meade          | 1 episodio       |
| 2014    | And, We're Out of Time            | Sophie              | Telefilme        |
| 2015    | Almost There                      | Sophie              | 1 episodio       |
| 2015    | Person of Interest                | Leslie Thompson     | 1 episodio       |
| 2015    | Nurse Jackie                      |                     | 1 episodio       |
| 2016    | Unforgettable                     | Gwen Allen          | 1 episodio       |
| 2016    | Girls                             | Kathy               | 1 episodio       |
| 2016    | Odd Mom Out                       | Hollis              | 1 episodio       |
| 2016    | Divorce                           | Carla Menotti       | 2 episodios      |
| 2016–17 | Younger                           | Julia               | 2 episodios      |
| 2017    | When We Rise                      | Phyllis Lyon        | Miniserie        |
| 2021    | Law & Order: Special Victims Unit | Laura Evans         | 1 episodio       |
| 2022    | The Marvelous Mrs. Maisel         | Nancy               | 1 episodio       |